# جدایی‌خواهی زبانی
جدایی‌خواهی زبانی یا تجزیه‌طلبی زبانی نگرشی است که از جدایی زبان‌گونه‌ها از زبانی که تاکنون متعلق به آن بوده‌است، پشتیبانی می‌کند تا این گونه به عنوان زبان متمایزی تلقی شود. این وضعیت در ابتدا به دست زبان‌شناسان اجتماعی کاتالان تحلیل شد اما می‌توان آن را در سایر نقاط جهان نیز تشخیص داد.